# 香櫨園遊園地

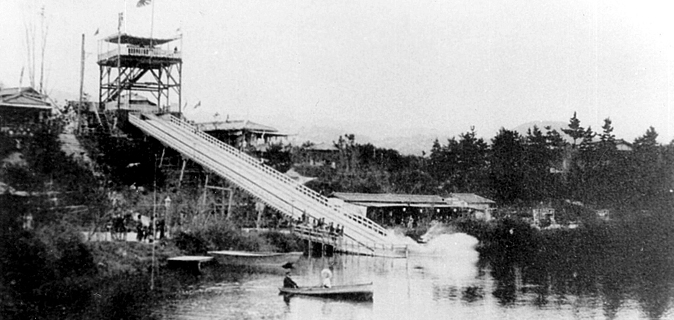
明治末～大正時代の香櫨園遊園地

香櫨園遊園地（こうろえんゆうえんち）は、かつて兵庫県武庫郡大社村（現在の西宮市）森具に存在した遊園地である。

## 概要
1907年、大阪の商人である香野蔵治と櫨山（はぜやま）喜一の手によって開設された。「香櫨園」の名称は、ふたりの姓、香野と櫨山の1文字ずつを取って名付けられたものである。
- 櫨山喜一については、文献によっては『櫨山慶次郎』と記されているものもある。また、この櫨山慶次郎は香野とは兄弟だという説もある[1]。

香櫨園遊園地があった場所は、阪急神戸本線夙川駅の西側、現在でいう西宮市羽衣町、霞町、松園町、相生町、雲井町、殿山町一帯である。同路線が開業したのは遊園地閉園後の1920年であり、最寄駅として南に徒歩10分ほどの場所に阪神電気鉄道本線香櫨園駅が開業した。
開園当初から阪神電気鉄道も経営に参加しており、約8万坪という広大な敷地には、ウォーターシュート、メリーゴーランド、博物館、動物園、音楽堂など当時としては珍しい施設が多数設けられて近畿では最大の遊園地として親しまれた。さらに、1910年秋には日本国内では初開催となる日米野球に供するために野球用のグラウンドも僅か2週間で急造され、早大がシカゴ大学を招いて当地で3日間試合が開催された。
開園当初は活況を呈していたものの、次第に来園者が減少し、遊園地は開園から僅か3年で衰退することとなる。加えて地主が代わるなど諸々の事情から、開園からわずか6年後の1913年9月で閉鎖された。

## 作品における描写
- 『阪神電車唱歌』（1908年、作詞：大和田建樹・作曲：田村虎蔵）

9.廣田官幣大社をも　拝して立ちよる香櫨園　四季の眺めは備はりて　新たに開けし遊園地

## 影響
1910年に開業した京阪電気鉄道は沿線の大阪府北河内郡友呂岐村（現在の寝屋川市）郡（こおり）に遊園地を計画した際に、阪神間の遊園地として繁盛していた当園にヒントを得て「香里」という表記を命名した。遊園地は「香里遊園地」として開業した（遊園地が「香里園」ではないことに注意。1912年に同郡枚方町（現在の枚方市）伊加賀に移転して、現在のひらかたパークとなる。また、最寄駅として京阪本線開業と同時に設置されていた香里駅は、1938年に香里園駅へ改称されている）。なお遊園地移転後の跡地には、成田山不動尊が1934年に京阪の寄進で建立されている。